# Myrica serrata
Myrica serrata é uma espécie de planta com flor pertencente à família Myricaceae. 
A autoridade científica da espécie é Lam., tendo sido publicada em Encyclopédie Méthodique, Botanique 2: 593. 1786.

## Portugal
Trata-se de uma espécie presente no território português, nomeadamente no Arquipélago dos Açores.
Em termos de naturalidade é introduzida na região atrás indicada.

## Protecção
Não se encontra protegida por legislação portuguesa ou da Comunidade Europeia.